# Schmidtottia corymbosa
Schmidtottia corymbosa là một loài thực vật có hoa trong họ Thiến thảo. Loài này được Borhidi miêu tả khoa học đầu tiên năm 1977.